# Ellefeld
Ellefeld é um município da Alemanha, situado no distrito de Vogtlandkreis, no estado da Saxônia. Tem 4,55 km² de área, e sua população em 2019 foi estimada em 2.546 habitantes.